# Enclave ed exclave

Il territorio C appartiene allo Stato B. C rappresenta un'enclave per lo Stato A e un'exclave per lo Stato B.

Il territorio C appartiene allo Stato B. C rappresenta un'exclave per lo Stato B, ma non è un'enclave né per lo stato A né per lo stato D, in quanto non è interamente contenuto all'interno di un solo Stato.

Enclave ed exclave sono termini che in geografia politica indicano enti territoriali o parti di essi aventi particolari caratteristiche:
- un'enclave è un'entità territoriale o una parte della stessa che è completamente circondata dal territorio di una singola altra entità;
- un'exclave è una parte di estensione minoritaria di un'entità territoriale che è separata dalla parte di estensione maggioritaria dell'entità stessa.

Un'area geografica può essere sia un'enclave sia un'exclave: in tal caso, il termine enclave si utilizza in riferimento all'ente confinante con essa, mentre il termine exclave è usato in riferimento all'ente di appartenenza (ad esempio, il comune italiano di Campione è un'enclave dal punto di vista della Svizzera e un'exclave dal punto di vista dell'Italia). Esistono, tuttavia, anche exclavi di uno Stato che non sono considerate enclavi, in quanto non sono totalmente circondate dal territorio di un singolo Stato straniero (ad esempio, il Naxçıvan è un'exclave dell'Azerbaigian, ma non è un'enclave di nessuno altro Stato, poiché confina con Armenia, Turchia e Iran).
I concetti di enclave ed exclave si applicano principalmente ai territori degli Stati nella loro interezza, ma possono riguardare anche i rapporti fra le ripartizioni amministrative e le suddivisioni interne agli Stati (come Stati federati, regioni, distretti, comuni); in tale circostanza, vengono anche chiamate isole amministrative.
Il termine "enclave linguistica", inoltre, viene spesso utilizzato come sinonimo di isola linguistica.

## Etimologia e pronuncia
La parola enclave, di origine francese, deriva da enclaver, "chiudere a chiave", che deriva dal latino volgare inclavāre. La parola exclave è invece un derivato del primo termine, con sostituzione del prefisso "en" con "ex" («da, fuori, via» in latino).
I due vocaboli non hanno pronunce univoche e normate in italiano. Convivono le dizioni:
- francese [ɑ̃ˈklav] (anche italianizzata [aŋˈklav]) e [eksˈklav], con plurali invariabili o originali enclaves ed exclaves[3][4][5][6][7]
- italiana [eŋˈklaːve] ed [eksˈklaːve], con plurali enclavi e exclavi[3].

## Tipologie di enclavi ed exclavi

### Stati-enclave

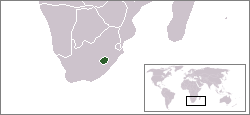
Il Lesotho (in verde) è interamente contenuto all'interno del Sudafrica

Soltanto tre enclavi al mondo sono costituite da Stati sovrani a tutti gli effetti e quindi non sono exclavi per alcun altro Stato. Due di questi Stati sono compresi nel perimetro dell'Italia, l'altro in quello del Sudafrica:
- San Marino, contenuto all'interno del territorio dell'Italia, tra le province di Rimini e Pesaro e Urbino;
- Città del Vaticano, contenuta all'interno del territorio dell'Italia, nel comune di Roma;
- Lesotho, contenuto all'interno del territorio del Sudafrica.

### Exclavi internazionali

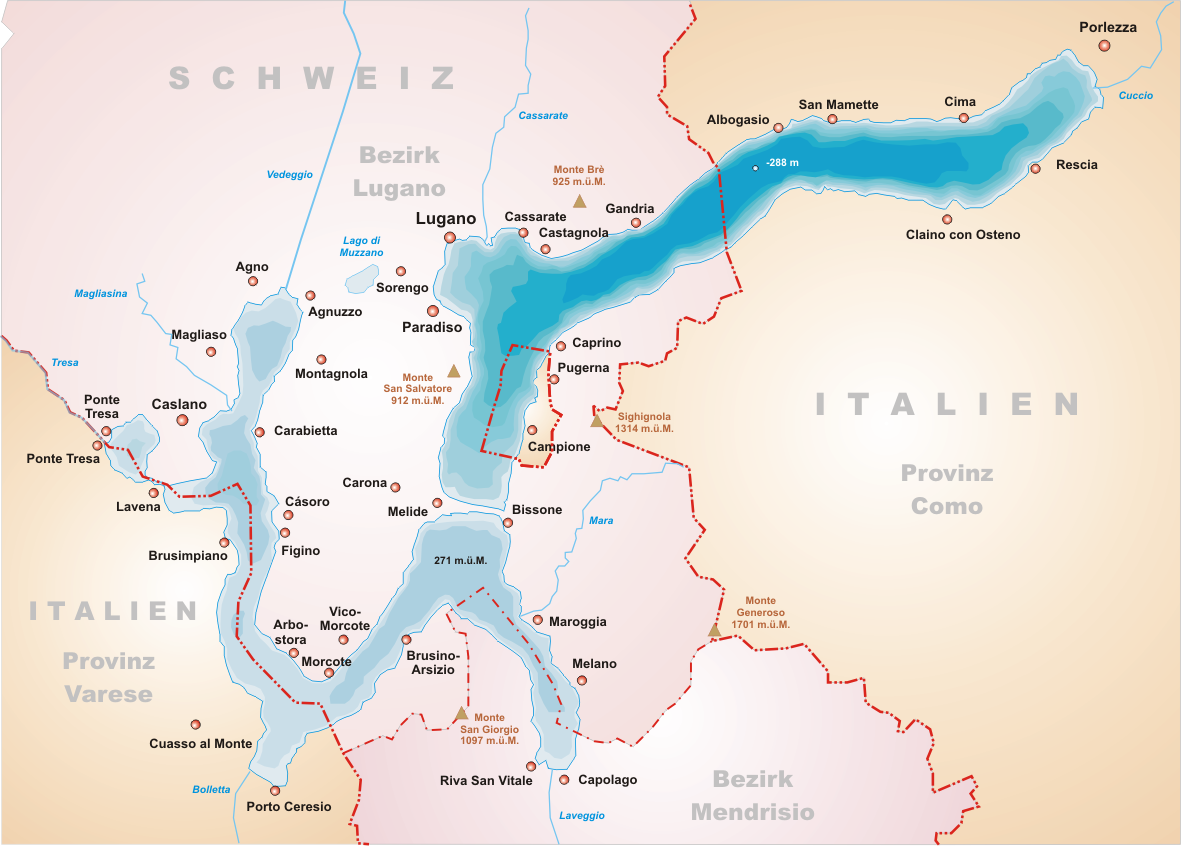
Campione d'Italia è un'exclave italiana in Svizzera

Un'exclave internazionale è una porzione di territorio appartenente a uno Stato che confina interamente con un altro Stato. Esempi di questo tipo sono:
- Baarle-Hertog, un'exclave belga nei Paesi Bassi;
- Campione d'Italia, un'exclave italiana nel Canton Ticino, in Svizzera;
- Međurečje, un villaggio bosniaco circondato dalla Serbia;
- Büsingen am Hochrhein, un'exclave tedesca nel Canton Sciaffusa, in Svizzera;
- Llívia, un'exclave spagnola in Francia;
- Madha è un'exclave dell'Oman all'interno del territorio degli Emirati Arabi Uniti. Al suo interno essa contiene l'enclave di Nahwa che appartiene agli Emirati Arabi Uniti (doppia enclave);
- Ormidhia e Xylotimbou, due villaggi che appartengono alla Repubblica di Cipro, ma sono interamente circondati dalla Sovrana base aerea britannica di Dhekelia.
- Vorukh, Distretto di Soʻx, Shohimardon tra le enclavi nel Kirghizistan.
- Repubblica Autonoma di Naxçıvan, Sofulu, Yukhari Askipara dell'Azerbaigian, la prima tra l'Armenia e l'Iran, le altre nell'Armenia.
- Artsvashen, exclave dell'Armenia in Azerbaigian.
- Shohimardon e il distretto di Soʻx, exclavi dell'Uzbekistan nel Kirghizistan.
- Sarvan, exclave del Tagikistan in Uzbekistan.

### Enclavi marine
Un'enclave marina è una porzione di mare aperto circondata da acque appartenenti a uno Stato.
- Enclave marina nel mare di Ochotsk, fino al 2014, all'interno della EEZ russa.

Vi è anche il caso della Tiefwasserreede, rada tedesca considerata dalla Germania come parte delle proprie acque territoriali e distaccata dal resto di esse, enclave nella EEZ tedesca.

### Isole amministrative
Le isole amministrative sono exclavi al livello delle suddivisioni amministrative (Stati federati, regioni, province, comuni) all'interno di uno stesso Stato. In Italia un esempio è la frazione di Strettoia del Comune di Pietrasanta, circondata dai comuni di Seravezza, Montignoso e Forte dei Marmi.

### Enclavi di secondo e di terzo grado
Possono esistere enclavi contenute dentro altre enclavi, definite enclavi di secondo grado. Tale situazione oggi è molto rara. Esempi di questo tipo sono:
- Nahwa, appartenente agli Emirati Arabi Uniti sita all'interno dell'enclave di Madha, appartenente all'Oman e situata all'interno degli Emirati Arabi Uniti;
- Baarle-Nassau/Baarle-Hertog, città appartenente ai Paesi Bassi al cui interno esistono ben sedici enclavi belghe, nelle quali si trovano a loro volta sette enclavi nederlandesi di secondo grado;
- Numerosi casi lungo la frontiera indo-bengalese, nel distretto di Cooch Behar. L'India possedeva 92 exclavi circondate dal territorio bengalese; il Bangladesh 106 exclavi circondate dal territorio indiano. In quest'area esistevano ventiquattro enclavi di secondo grado e persino l'unica di terzo grado al mondo, Dahala Khagrabari. Le difficoltà di collaborazione tra i due Stati rendevano molto difficile la vita in queste località, prive di servizi come la corrente elettrica, i collegamenti stradali, l'assistenza sanitaria e talvolta persino le forze dell'ordine. Il 7 maggio 2015 però i due Stati sono giunti a un accordo attraverso il quale la maggior parte delle exclavi sono state cedute allo Stato che le circondava[9].

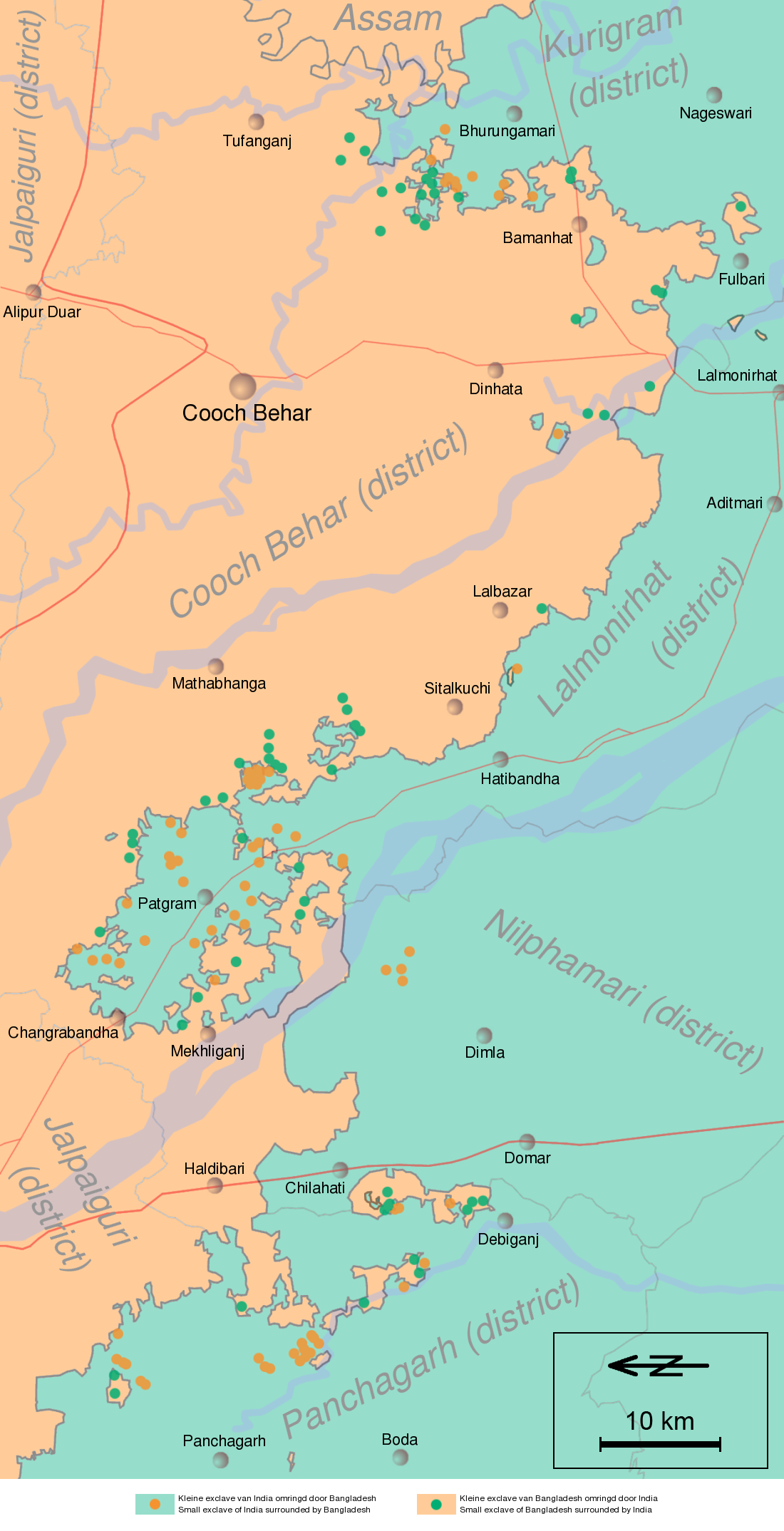
Carta del confine indo-bengalese

## Enclavi ed exclavi parziali

### Enclavi costiere

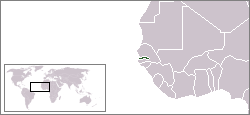
Il Gambia (in verde) è completamente circondato dal Senegal, ma si affaccia anche sull'oceano Atlantico

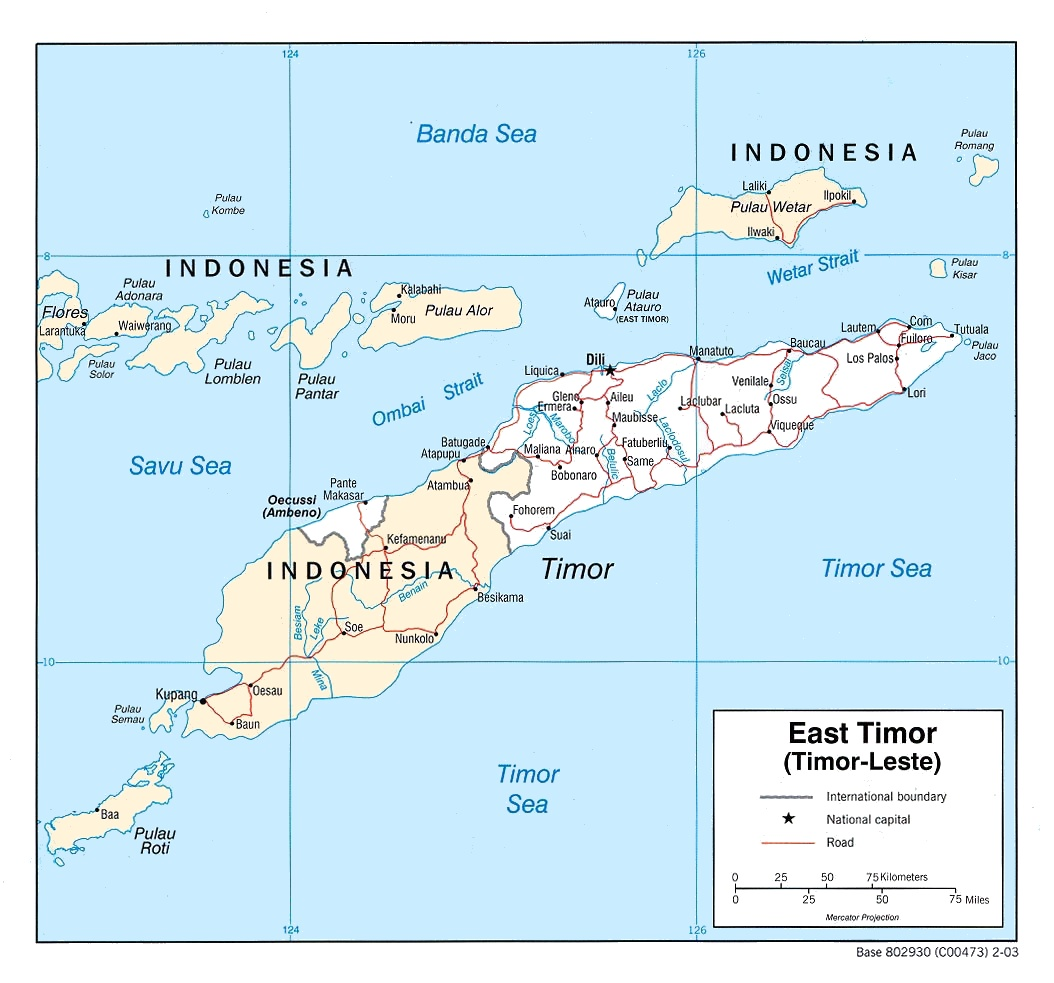
Il territorio del distretto di Oecusse è di fatto una exclave di Timor Est in territorio indonesiano

Un territorio costiero con accesso alle acque internazionali, circondato sul confine terrestre da un solo altro Stato, non può essere definito propriamente un'enclave, in quanto non è applicabile la definizione di "territorio circondato su tutti i lati da territorio straniero"; questi casi sono chiamati semi-enclavi e semi-exclavi oppure enclavi/exclavi costiere.
Sono semi-enclavi e semi-exclavi allo stesso tempo:
- Kokkina, appartenente all'autoproclamato Cipro del Nord, confinante solo con Cipro;
- Gibilterra, appartenente al Regno Unito, confinante solo con la Spagna;
- Ceuta e Melilla, appartenenti alla Spagna, confinanti solo con il Marocco;
- il governatorato di Musandam, appartenente all'Oman, confinante solo con gli Emirati Arabi Uniti;
- il distretto di Oecusse, appartenente a Timor Est, confinante solo con l'Indonesia;
- il distretto di Temburong, appartenente al Brunei, confinante solo con la Malesia;
- l'Alaska, appartenente agli Stati Uniti d'America, confinante solo con il Canada;
- Point Roberts, appartenente agli Stati Uniti d'America, confinante solo con il Canada.

Sono semi-enclavi, ma non semi-exclavi, anche alcuni Stati sovrani:
- Principato di Monaco, che confina solo con la Francia;
- Portogallo, che confina solo con la Spagna;
- Gambia, che confina solo con il Senegal;
- Brunei, confinante solo con la Malaysia.

Sono invece semi-exclavi quei territori costieri che confinano con più Stati, come ad esempio:
- Oblast' di Kaliningrad, appartenente alla Russia, confinante solo con Lituania e Polonia;
- quasi tutta la regione raguseo-narentana, appartenente alla Croazia, confinante solo con Bosnia ed Erzegovina e Montenegro;
- Striscia di Gaza, appartenente alla Palestina, confinante solo con Israele ed Egitto;
- la provincia di Cabinda, appartenente all'Angola, confinante solo con Congo e Repubblica Democratica del Congo;
- la Guyana francese, regione d'oltremare confinante con Suriname e Brasile.

### Enclavi funzionali
Il concetto di enclave/exclave può essere utilizzato in senso estensivo anche per descrivere quei territori di uno Stato che, pur congiunti a esso, possono essere di fatto raggiunti via terra solo passando attraverso il territorio di un altro Stato. questi casi sono chiamati enclavi ed exclavi de facto oppure enclavi ed exclavi funzionali. Esempi di questo tipo sono:
- Kleinwalsertal e Jungholz, in Austria, raggiungibili solo dalla Germania;
- Bagni di Craveggia, località di Craveggia in Italia, raggiungibile solo dalla Svizzera;
- Os de Civís, località di Les Valls de Valira in Spagna, raggiungibile solo da Andorra;
- Lutepää, in Estonia, raggiungibile solo attraverso la Russia tramite il cosiddetto stivale di Saatse.

## Esempi storici
Con il principio internazionale delle compensazioni territoriali e la rettifica dei confini, molte enclave/exclave sono scomparse. Tra gli esempi storici si ricordano le seguenti enclave:
- Avignone e il Contado Venassino, territorio del Papa in Francia;
- Berlino Ovest prima della riunificazione tedesca, a pieno titolo in quanto enclave nella Repubblica Democratica Tedesca, con uno status ambiguo in quanto exclave della Germania Ovest;
- contea imperiale di Hanau-Lichtenau nell'Alsazia francese;
- contea imperiale di Kriechingen/Créhange nell'Alsazia francese;
- Landau in der Pfalz, città francese nell'Elettorato del Palatinato (1648-1815);
- numerosissime enclavi tra gli Stati tedeschi fino al 1918;
- Tauroggen sotto la sovranità prussiana in Lituania.

### In Italia
- Pornassio sotto i Savoia in territorio genovese;
- Pontremoli, Fivizzano, Pietrasanta e Barga sotto i granduchi di Toscana;
- Montignoso e le Tre Terre di Gallicano (oggi in Comune di Fosciandora) della Repubblica di Lucca;
- Minucciano e Castiglione di Garfagnana della Repubblica di Lucca;
- Portoferraio nel Principato di Piombino;
- Porto Longone nel Principato di Piombino;
- Pannarano, parte della Provincia di Benevento ma exclave nel territorio della Provincia di Avellino;
- Benevento e Pontecorvo, territori del Papa nel Regno di Napoli;
- Ducato del Monferrato sotto i Gonzaga in territorio piemontese.